# Gustave Chancel

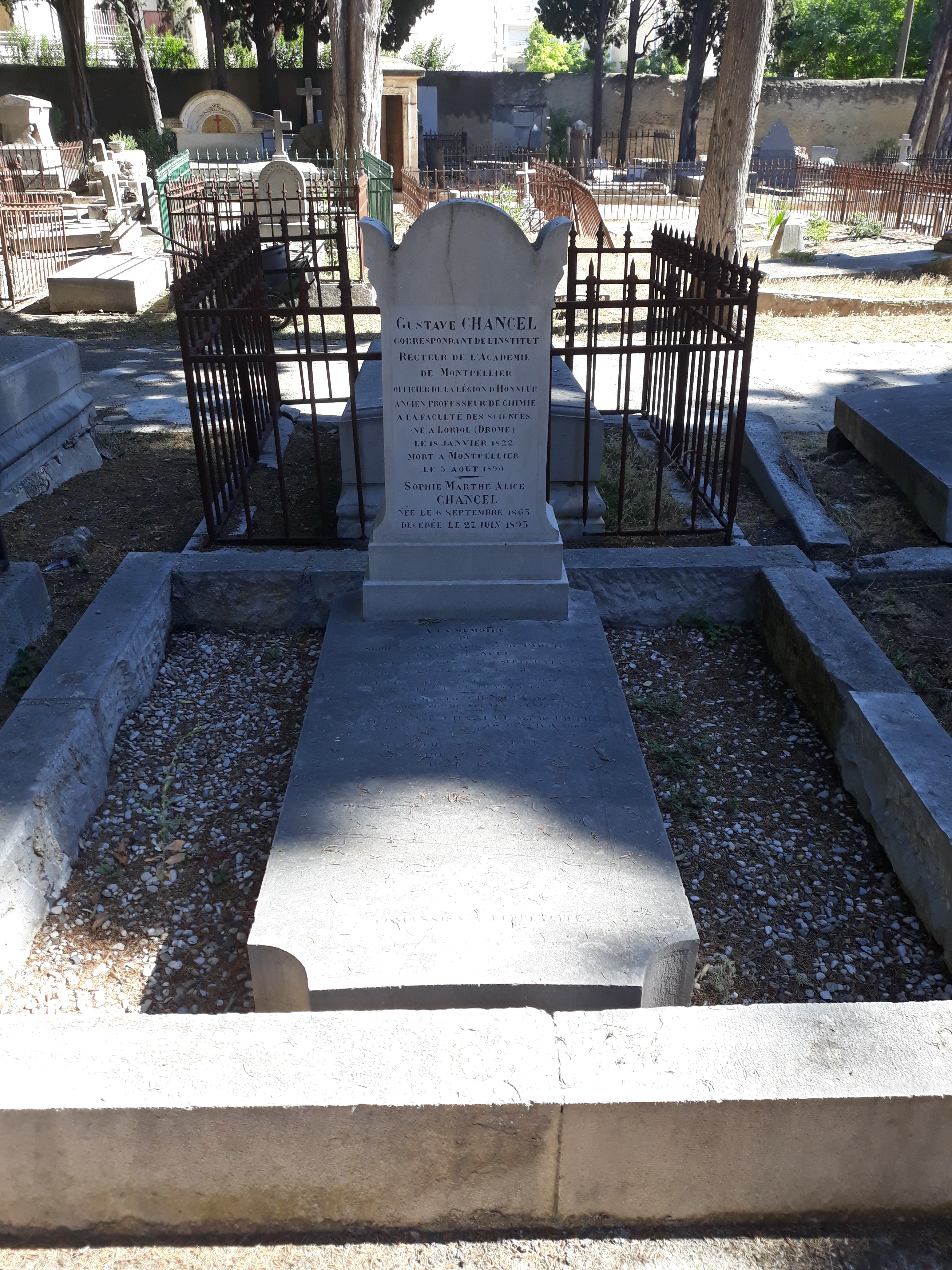
Das Grab von Gustave Chancel auf dem Cimetière protestant in Montpellier.

Gustave Charles Bonaventure Chancel (* 18. Januar 1822 in Loriol-sur-Drôme; † 5. August 1890 in Montpellier) war ein französischer Chemiker.

## Leben und Werk
Nachdem Chancel die École Centrale des Arts et Manufactures in Paris absolviert hatte, ging er ans Laboratorium von Théophile-Jules Pelouze. 1848 wurde er, als Nachfolger von Charles Frédéric Gerhardt, Professor für Chemie an der Fakultät der Naturwissenschaft in Montpellier. Chancel veröffentlichte zusammen mit Gerhardt im Jahr 1855 das Werk Precis d'analyse chimique qualitative. In Montpellier wurde er 1865 Doyen (Dekan) und 1879 Rektor der Akademie. Ab 1880 war er korrespondierendes Mitglied der Akademie der Wissenschaften in Paris. 1884 wurde ihm von der Académie des sciences der Jecker-Preis verliehen.
Chancel entwickelte Methoden zur Dampfdichtebestimmung und zur Qualitativen Analyse.